# 이재민

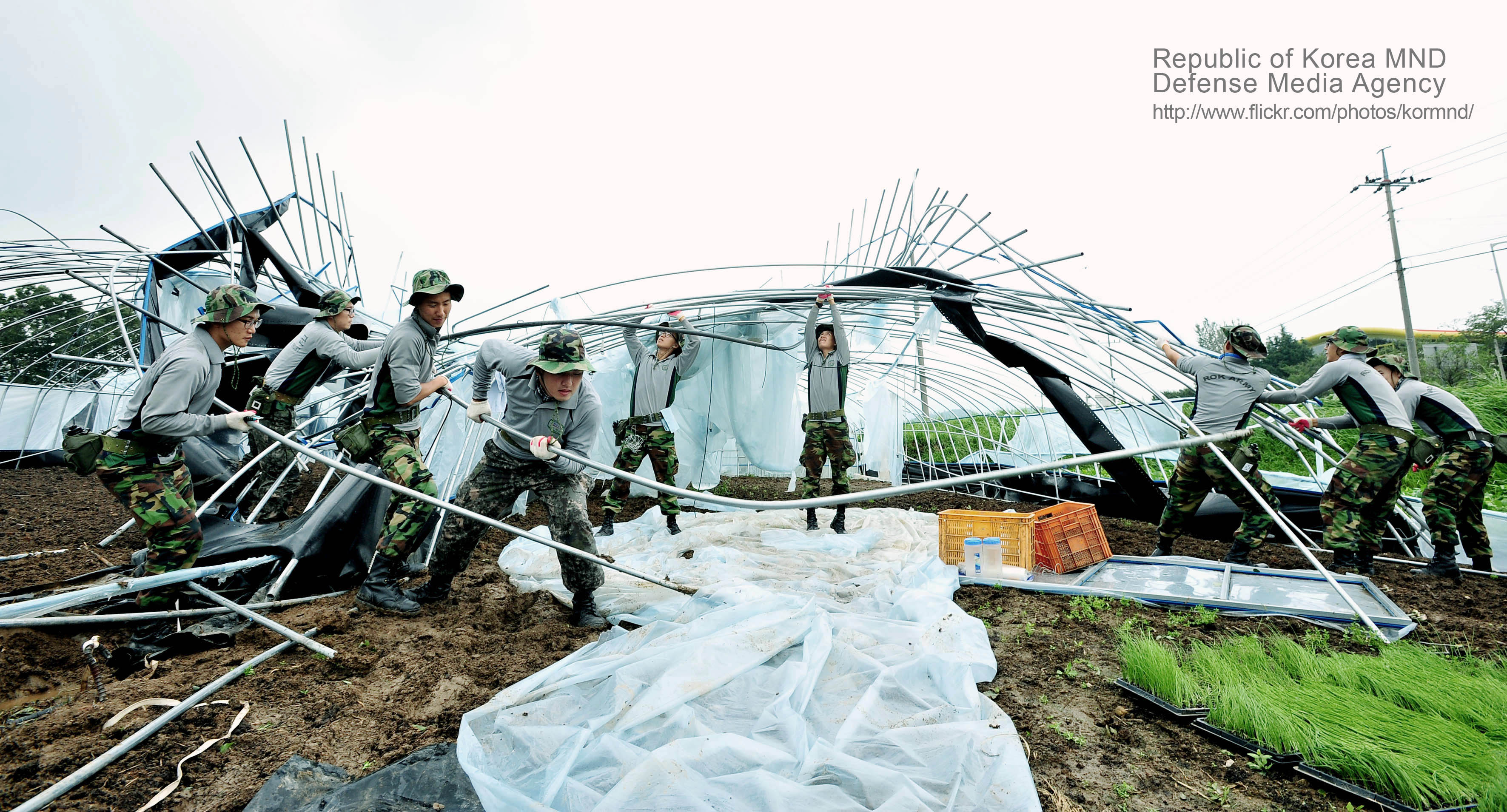
대한민국 육군 31사단 장병들이 태풍피해를 입은 농가에 대민지원 중인 모습이다. 2012년 8월.

이재민(罹災民)은 재해를 입은 사람을 말한다. 자연 재해나 인재(人災)로 발생한 사건·사고에 의하여 발생한다.
대한민국에서는 민(民), 관(官), 군(軍) 합동으로 지원에 나서 이재민을 구호한다. 관련 단체로는 전국재해구호협회나, 사회복지공동모금회, 대한적십자사 등이 이재민을 지원한다.

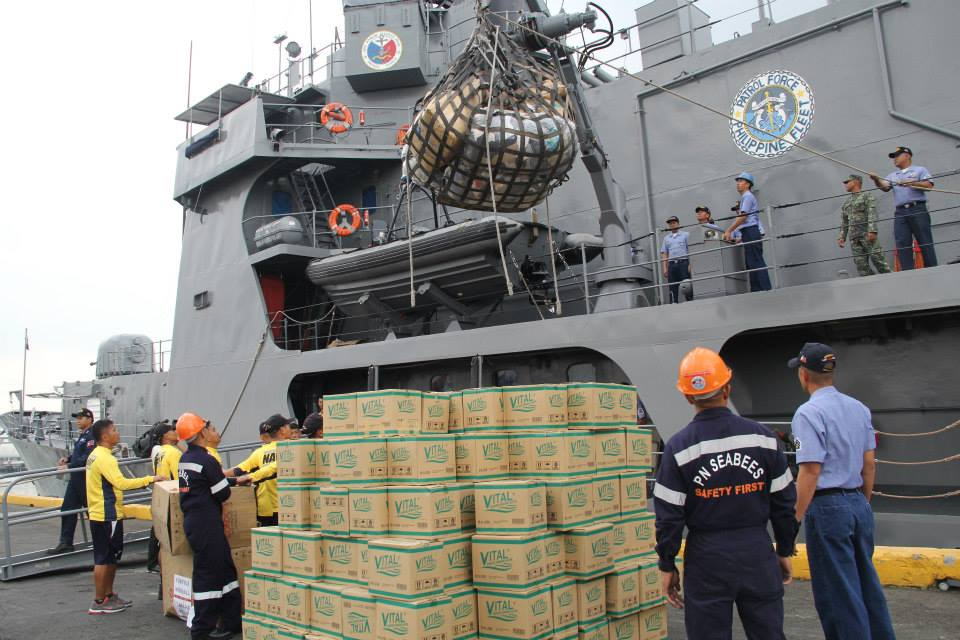
이재민들에게 전달할 구호물자를 선적하고 있다. 필리핀 해군. 2013년 11월

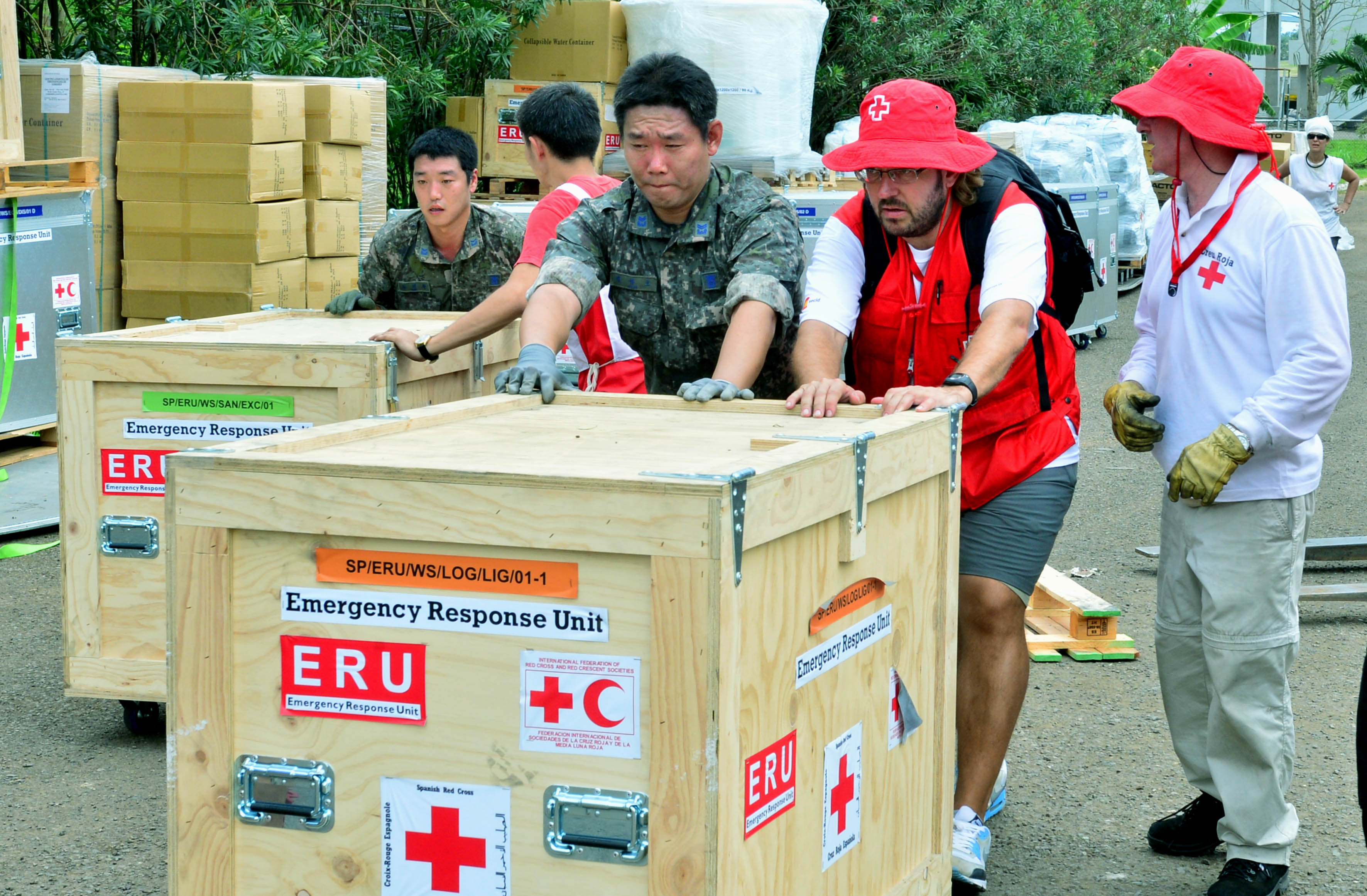
대한민국 공군 장병들이 세계 각국의 구호대원들과 하이옌피해를 입은 이재민들에게 보낼 구호물자를 나르고 있다. 2013년 11월.